# Římskokatolická farnost Lovčice u Kyjova
Římskokatolická farnost Lovčice je územní společenství římských katolíků s farním kostelem svatého Petra a Pavla v děkanství hodonínském.

## Historie farnosti
Původní kostel, který stál v obci, byl 4. dubna 1803 částečně stržen a přestavěn na sýpku, radnici a byt obecního strážníka. 15. dubna 1803 byl položen základ nového kostela. Empírová stavba navržená vídeňským architektem Devezem byla dokončena v roce 1805. Náklady činily 11 725 zlatých. Kostel měl šindelovou střechu, tři zvony a část vybavení byla přenesena ze starého kostela.
Mramorový oltář od brněnského architekta Kopřivy z roku 1933 dnes slouží jako boční oltář. Původní varhany z roku 1865 byly v roce 1938 vyměněny za nové od firmy Jan Tureček z Kutné Hory. V roce 1993 byly opraveny. Věžní hodiny s ciferníky do všech čtyř stran dodala v roce 1936 firma Antonín Konečný z Jestřabic. V roce 1947 byla zvýšena věž a ciferníky nasvíceny. Zvony byly během první i druhé světové války rekvírovány. Ty dnešní v roce 1969 odlila firma Dytrych z Brodku u Přerova. Zvon Petr a Pavel s nápisem "Sv. Petře a Pavle, orodujte za nás" váží 620 kg, zvon Maria s nápisem Panno Maria, neopouštěj nás" váží 300 kg. Z dřívější doby pochází umíráček. V roce 2000 bylo ke kostelu vybudováno nové schodiště a roku 2011 byl kostel opraven.

## Duchovní správci
Administrárorem excurrendo ad interim byl od září 2004 do července 2014 R. D. Mgr. Josef Pohanka.Od 1. srpna 2014 byl jako administrátor excurrendo ustanoven R. D. Stanislav Kovář.

## Bohoslužby
| Kostel                | Místo   | Bohoslužba (den)   | Hodina     | Poznámka     |
| --------------------- | ------- | ------------------ | ---------- | ------------ |
| svatého Petra a Pavla | Lovčice | neděle úterý pátek | 9.15 17.45 | Farní kostel |

## Aktivity ve farnosti
Na 25. dubna připadá Den vzájemných modliteb farností za bohoslovce a bohoslovců za farnosti brněnské diecéze. Adorační den se koná 28. července.
Ve farnosti se pravidelně pořádá tříkrálová sbírka. V roce 2016 se při ní vybralo v Lovčicích 14 973 korun a v Ostrovánkách 8 300 korun.  Výtěžek sbírky v roce 2019 dosáhl v Lovčicích 17 536 korun, v Ostrovánkách 9 915 korun. 